# Junji Nishikawa
Junji Nishikawa (29 giugno 1907 – ...) è stato un calciatore giapponese, di ruolo portiere.

## Carriera
Nishikawa debuttò nella Nazionale di calcio del Giappone il 17 maggio 1925, quando nelle sue file partecipò all'edizione di quell'anno a Manila dei Giochi dell'Estremo Oriente. Giocata contro le Filippine, la partita fu vinta 4-0. Il 20 maggio disputò inoltre la partita contro la Cina, vinta con due gol.
Fece parte anche della squadra comunale di Osaka.